# Chincha Alta

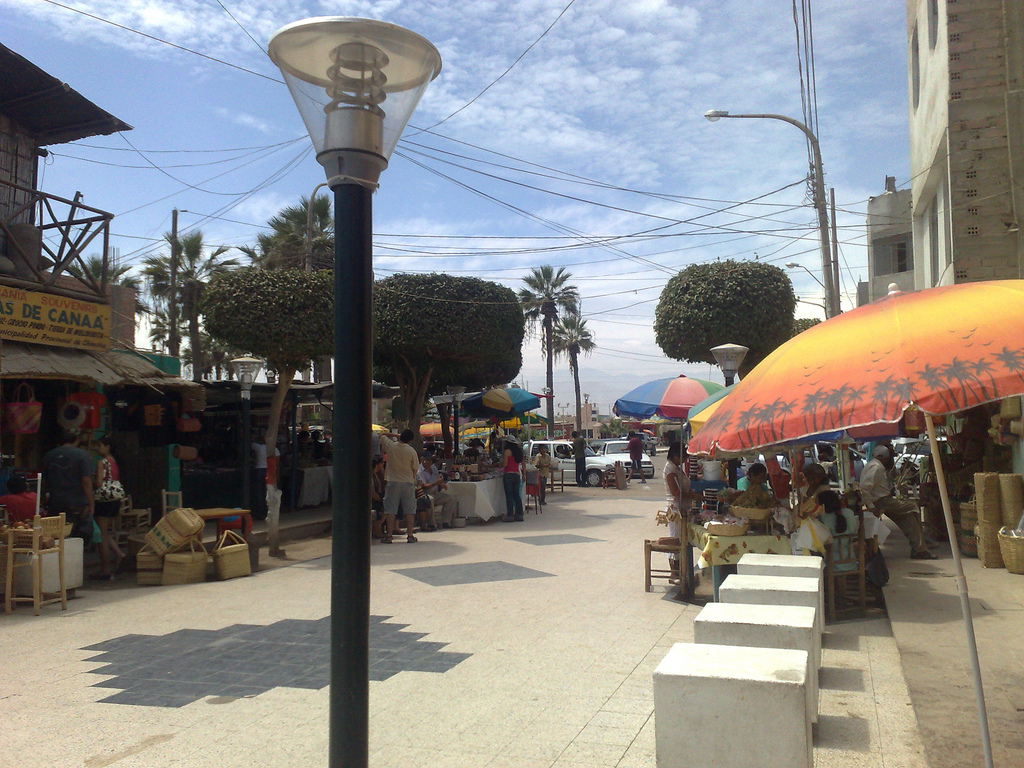
Boulevard de Chincha Alta

Chincha Alta és una ciutat de la costa sud-central del Perú, capital de la província de Chincha (Departament d'Ica), a la conca del riu San Juan, a 200 quilòmetres al sud de Lima. Té una superfície de 238,34 km² i una població de 56.085 habitants. Usualment és referida simplement com Chincha.